# Кустанайский уезд
Кустанайский уезд — административная единица в составе Тургайской области, Челябинской губернии, Оренбургско-Тургайской губернии, Кустанайской губернии и Казахской АССР. Центр — город Кустанай. До 1895 года назывался Николаевский уезд.

## История
Николаевский уезд в составе Тургайской области был образован в 1868 году. 20 февраля 1895 года Высочайшим повелением императора Николая II уезд был переименован в Кустанайский. В 1919 году уезд был передан в Челябинскую губернию, в 1920 году — в Оренбургско-Тургайскую, а в 1921 был упразднён. В 1922 году восстановлен в составе Кустанайской губернии. В 1925 году к Кустанайскому уезду были присоединены все остальные территории Кустанайской губернии, губерния упразднена, а Кустанайский уезд передан в прямое подчинение Казакской АССР. В том же году Кустанайский уезд был преобразован в Кустанайский округ.

## Население
По данным переписи 1897 года в уезде проживало 152,6 тыс. чел.
В том числе: 
- казахи — 77,4 %;
- русские — 16,9 %;
- украинцы — 2,3 %;
- мордва — 1,3 %;
- татары — 1,1 %.

В городе Кустанае проживало 14275 чел.